# آزمون میدان بینایی
آزمون میدان بینایی (به انگلیسی: Visual field test) در چشم‌پزشکی، آزمونی‌است که می‌تواند اختلال در بینایی مرکزی و محیطی که ممکن است در شرایط مختلف پزشکی مانند گلوکوم، سکته مغزی، تومورهای مغزی یا دیگر اختلال‌های عصبی ناشی از آن باشد را تشخیص دهد.
آزمون و تست میدان بینایی را می‌توان در معاینه بالینی با درخواست از بیمار برای زل زدن به یک نقطه و ثابت نگاه داشتن چشم، در حالی که شیئی مانند یک خودکار را در مکان‌های گوناگون میدان بینایی وی حرکت می‌دهیم انجام داد. در این معاینه زاویه‌ای که شخص قادر به دیدن و درک شئ است را میدان بینایی وی محاسبه می‌کنیم. وقتی برای آزمون از دستگاه‌های کامپیوتری استفاده شود، تشخیص دقیق و قابل اعتماد خواهد بود. آزمون ماشینی توسط دستگاهی بنام پریمتر یا نیمکره‌ای که در آن نقطه‌های نور بر روی یک صفحه سفید برق می‌زنند، اندازه‌گیری می‌شود. این آزمون دو روش دارد. وقتی نقاط نورانی درون نیمکره مشاهده حرکت می‌کنند تا ناظر آن‌ها را ببیند پریمتری کینتیک یا جنبشی(Kinetic perimetry) نام دارد و اگر جایگاه هر نقطه نورانی ثابت باشد و از مشاهده گر خواسته شود چنانچه آن نقاط را می‌بیند یک دکمه مخصوص را فشار دهد، پریمتری ایستا (Static perimetry) نام می‌گیرد. متداول‌ترین روش پریمتری تحلیل‌گر میدان دید خودکار هامفری است که الگوهای آزمون مرکزی ۲۴ درجه یا ۳۰ درجه در میدان بینایی، معمولاً بیشتر استفاده می‌شود.

## برای مطالعه
- آزمون میدان دید آنلاین